# B17B (氷山)
B17Bとは、2009年、オーストラリア西部沿岸沖、南南西約1700キロメートルの位置に存在していた氷山で、オーストラリアに向かって漂流していた。
報道された当初の12月9日、面積は140平方キロメートル、全長19キロメートルとマンハッタンの二倍の面積を有するとされていた。
1999年頃にロス棚氷から分離したとされ、その当初は400平方キロメートルほどのさらに大きなサイズだったが、途中で2つに分離したものだと報道された。
12月15日、氷山は数キロメートルほどの大きさで、数100個に分離し、1000平方キロメートル以上の海域に広がり漂っているのが確認された。